# Кружок сверху
Кружок сверху — надстрочный диакритический знак. Употребляется преимущественно с буквами латинского алфавита.

## Использование
В датском, норвежском, шведском и валлонском языках используется буква Å, выглядящая как A с надстрочным кружком. В скандинавских языках она передаёт долгий O. Однако в указанных языках буква Å считается отдельной буквой, а не вариантом A; в алфавите она идёт одной из самых последних, а не сразу за буквой A (хотя в других европейских языках при передаче скандинавских слов она обычно рассматривается как её вариант). Эта же буква, Å, является символом физической единицы ангстрем, названной в честь шведского физика А. Й. Ангстрема.
В чешском языке используется буква Ů (латинская U с надстрочным кружком), которая передаёт долгий звук U в корне слова, произошедший от исторического O и чередующийся с ним в косвенных падежах (kůň → koně). По историческим причинам ни одно слово, или даже корень слова, не могут начинаться с буквы ů. Эта буква также используется в силезском алфавите Штойера.
Кружок также используется в болонском диалекте эмилиано-романьольского наречия, чтобы отличать звук [ɑ] (å) от [a] (a).
Надстрочный кружок ранее, в конце XIX века, использовался в кириллическом письме для литовского языка в букве У̊ у̊, которая передавала дифтонг [wɔ] (в настоящее время записывается сочетанием uo).
Юникод позволяет создавать дополнительные сочетания любых букв с надстрочным кружком, набирая после них код для надстрочного кружка (U+030A). Существует также код для отдельно стоящего надстрочного кружка (U+02DA).

## Полукружок
Также существуют диакритические знаки в виде половины кружка (для подстановки над соседней буквой):
- U+0351 — левая половина кружка сверху;
- U+0357 — правая половина кружка сверху.

Указанные знаки могут использоваться в МФА, где они обозначают огублённость гласного. Вот примеры их применения со строчной a: a͑ и a͗.
Подобные знаки используются в армянском языке: U+0559 (левый полукружок сверху) и армянская запятая или U+055A (правый полукружок сверху).

## Сходство с другими знаками
- Кружок как диакритический знак не следует путать со знаками в виде надстрочной точки или запятой.
- Знак градуса выглядит как надстрочный кружок: °.
- В японском языке знак хандакутэн ставится справа вверху от буквы для обозначения слогов, начинающихся на «п-».